# نادي بخاء
نادي بخاء من الأندية العمانية العريقة في عمان ومحافظة مسندم وله العديد من المشاركات الفاعلة في مختلف الأنشطة والفعاليات الرياضية التي تقيمها الاتحادات الرياضية. تأسس النادي في 1 أبريل 1972م وأعيد إشهاره في 26 يونيو 2002م.